# Elena
Pour les articles homonymes, voir Elena (homonymie).
Cette page présente le prénom Elena ainsi que ses variantes.
Elena est un prénom féminin. C'est la forme italienne, espagnole, bretonne, roumaine, russe, polonaise, slovaque[réf. nécessaire], entre autres, d'Hélène. 
En breton, Elen et Lena sont des formes contractées d'Elena, tandis que Lenaig (prononcé en français lé-na-ic) est la forme diminutive ou affectueuse de Lena.
On peut aussi le retrouver dans certains textes occitans , c'est un prénom commun près des Pyrénées.

## Étymologie
On peut considérer que le prénom Elena, comme les prénoms voisins Yelena ou Jelena (russe, portugais), a des origines indo-européennes (lesquelles semblent renvoyer en outre à l'idée de lumière), dans la mesure où on en retrouve des usages dans les langues et cultures bretonnes, grecques, espagnoles et slaves. Le prénom Elena signifie réellement éclat de soleil.
La ressemblance de la version grecque Ἑλένη avec le mot grec d'usage courant ἥλιος, signifiant « Soleil ».

## Variantes linguistiques
Il existe aussi des :
- Alena (allemand, tchèque et slave) ;
- Alenka (slovène) ;
- Alina et Alyona (russe) ;
- Elene (géorgien) ;
- Ileana (roumain et espagnol) ;
- Ilona (hongrois, finnois,estonien et letton) ;
- Jelena (letton, croate et serbe) ;
- Olena (ukrainien).

## Fête
Les Elen, Elena, Lena et Lenaig sont fêtées le 18 août, selon le calendrier des saints bretons.
Les Elena sont fêtées le 21 mai chez les Orthodoxes Roumains, tout comme les Constantins[réf. souhaitée].

## Popularité récente en Europe orientale et en Russie
Elena a été parmi les cinq premiers noms donnés aux filles à Saint-Pétersbourg en 2004, et a été le troisième plus populaire prénom donné aux filles nées en République de Macédoine en 2006.

## Personnalités portant ce prénom
- Pour l'ensemble des articles sur les personnes portant ce prénom, consulter :
  - la liste des articles dont le titre commence par ce prénom
  - les listes produites par Wikidata : Liste des personnes de prénom « Elena » — même liste en incluant les éventuels prénoms composés qui contiennent « Elena ».